# DeKalb
DeKalb är en stad i DeKalb County i norra delen av staten Illinois, USA. Vid folkräkningen år 2000 hade staden 39 018 invånare. Staden är säte för Northern Illinois University.

## Historia
DeKalb grundades år 1837 och förblev ett mindre samhälle tills järnvägsförbindelser öppnades till staden år 1853.